# Heinz Caspers
Heinz Caspers (* 22. September 1921; † 15. Februar 2005) war ein deutscher Neurophysiologe und experimenteller Epileptologe.

## Leben
Nach dem Medizinstudium in Marburg und Münster und kurzer ärztlicher Tätigkeit in der Neurologie und Psychiatrie schlug Caspers ab 1950 die wissenschaftliche Laufbahn im Fachgebiet Physiologie ein und habilitierte sich 1955.
1964 erhielt er einen Ruf auf einen außerordentlichen Lehrstuhl für Neurophysiologie an der Universität Münster, ab 1966 war er Direktor des Physiologischen Instituts.

## Werk
Ein wissenschaftlicher Schwerpunkt von Caspers war die experimentelle Epilepsieforschung. Er war (Ko-)Autor zahlreicher Artikel und Buchbeiträge sowie (Ko-)Autor bzw. (Mit-)Herausgeber von zwei Büchern:
- Erich Schütz, Heinz Caspers, Erwin-Josef Speckmann: Physiologie. Lehrbuch für Studierende. 15. Auflage. Urban & Schwarzenberg, München/Wien/Baltimore 1978.
- Erwin-Josef Speckmann, Heinz Caspers (Hrsg.): Origin of Cerebral Field Potentials. Thieme, Stuttgart 1979 (englisch).

1970 war Caspers Gründungsherausgeber der Zeitschrift für Klinische Neurophysiologie.

## Auszeichnungen
- 1960: erster Empfänger des Hans-Berger-Preises der Deutschen EEG-Gesellschaft (seit 1996: Deutsche Gesellschaft für Klinische Neurophysiologie und Funktionelle Bildgebung; DGKN)
- 1973: gemeinsam mit seinem Schüler Erwin-Josef Speckmann Michael-Preis der Stiftung Michael
- 1985: Ehrenmitgliedschaft der Deutschen Sektion der Internationalen Liga gegen Epilepsie (ILAE; seit 2004: Deutsche Gesellschaft für Epileptologie)